# Bergonzi Kreisler
Il Bergonzi Kreisler è un violino costruito a Cremona intorno al 1735 da Carlo Bergonzi. È uno dei migliori Bergonzi sopravvissuti ed uno dei meglio conservati, munito ancora del manico originale e di buona parte della vernice ed è stato sottoposto a lavori di riparazione molto limitati. Lo strumento prende il nome dal noto violinista Fritz Kreisler, che l'ha suonato dal 1939.

## Storia
Lo strumento è passato nelle mani del genero di Bergonzi, Giovanni Battista Cabrinetti, ed è entrato nella collezione del conte Cozio di Salabue intorno al 1776. Nei circa centosessanta anni successivi ha visto diversi proprietari, passando almeno quattro volte per le liuterie Hill & Sons. Nel 1939 lo strumento è passato a Fritz Kreisler. Dopo aver donato il suo Guarneri alla Biblioteca del Congresso nel 1952, Kreisler ha impiegato il Bergonzi come strumento principale per svariati anni di concerti e registrazioni e il violino compare in diverse copertine di dischi.
Lo strumento è poi passato al violinista cubano Angel Reyes, che l'ha messo a disposizione di Itzhak Perlman. Questi l'ha impiegato per registrare il concerto di Chačaturjan e il violino compare anche nella copertina del disco, tra le mani del violinista americano. Lo strumento è poi passato a Ruben Gonzales, primo violino della Chicago Symphony. Nel 1995 lo strumento è stato acquistato dal collezionista David Fulton che l'ha posseduto fino al 2006, quando è stato acquistato dalla fondazione Dextra Musica.

## Caratteristiche
Questo violino, come molti strumenti della maturità di Bergonzi, ha forme di ispirazione stradivariana. I legni sono di ottima qualità, il fondo è un unico pezzo di acero senza alcuna imperfezione e dall'intensa marezzatura, meno evidente invece nel manico e sulle fasce. Il manico dello strumento è originale, ed è stato corretto alla base in epoca successiva per conferire allo strumento un settaggio più moderno. Il riccio è curatissimo nell'intaglio.
Lo strumento è munito di una falsa etichetta Stradivari datata 1716 e la grafia delle ultime due cifre dell'anno sembrerebbe essere quella del conte Cozio di Salabue. Probabilmente si tratta di uno dei due strumenti del 1733 descritti nell'inventario del conte.